# 世界大戰
世界大戰（英語：World war）指涉及到世界上多數國家的大規模戰爭。世界大戰可橫跨幾個大洲，並持續多年。這個用詞通常應用於20世紀兩個大規模的全球衝突：第一次世界大戰（1914－1918）、第二次世界大戰（1939－1945）。

## 第一次世界大戰
第一次世界大戰的主要戰場為歐洲。導火線是1914年6月28日奧匈帝國的皇儲斐迪南大公夫婦在薩拉熱窩遇刺身亡，刺客來自塞爾維亞王國，奧匈帝國要求塞爾維亞王國為此事件負責。1914年7月28日奧匈帝國向塞爾維亞宣戰，當時世界列強被一道道複雜的同盟條約綁在一起，一個個捲入戰場，形成協約國與中央同盟兩大陣營。
德國出面支持奧匈帝國（德奧同盟）向俄羅斯和法國（俄法同盟）宣戰；德軍隨後佔領盧森堡並取道中立的比利時進攻法國，英國以德國違反1839年倫敦條約為由對德國宣戰，鄂圖曼帝國則在3個月後對俄羅斯等協約國宣戰。除了義大利（本為德奧意三國同盟之一，但隨後受英法妥協加入協約國）、保加利亞和羅馬尼亞在中途加入外，歐洲主要國家幾乎全部參戰，西部和東部戰線迅速沿著同盟国德國、奧匈帝國、保加利亞和鄂圖曼土耳其的邊界打開。各歐洲國家殖民地也因不同陣營使戰火更蔓延至亞洲、非洲等，甚至影響大西洋之外的美國。
戰事初期，德國在東西線進展順利，其主要攻勢逐漸迫近巴黎，但被法軍在第一次馬恩河战役中擊敗，其大型攻勢被迫停滯，雙方士兵挖壕溝、架鐵絲網、築防禦工事，形成長期僵持的壕溝戰，西線戰事綿綿無絕期，在東線和南線（巴爾幹）中央同盟軍戰况順利，俄國多个城市失陷。俄國因內部發生兩次革命（二月革命、十月革命）退出戰場結束了東線，並割地予德國和鄂圖曼帝國土耳其，而德國在東歐成立了多個傀儡政權，間接令東欧各國在德國戰败後獨立；而戰爭元兇塞爾維亞在初期成功抵擋奧匈軍進攻，但隨後保加利亞在1915年加入背刺毫無防守的塞國東部，德奧保聯軍很快就完全佔領了塞爾維亞和黑山、以及阿爾巴尼亞的一半，希臘和羅馬尼亞則在協約國壓力下加入協約一方參戰，羅馬尼亞因為地理及戰略地位因此迅速戰敗被佔領。以德國為首的中央同盟因西線長期的戰爭陷入困境，決定發起皇帝攻勢。但後被法軍於第二次馬恩河戰役擊敗，而後法國元帥費迪南·福煦發起百日攻勢，中央同盟節節敗退。保加利亞在9月停戰、鄂圖曼帝國則在10月及奧匈帝國亦在10月解體，其繼承國奧地利及匈牙利兩共和國停戰。德皇威廉二世在1918年11月被迫退位，德國新共和政府在11月11日向協約國投降，超過50個月的戰爭終告結束。
這次大戰雙方動員約7,000萬人，傷亡者將近半數，數百萬平民更因饑荒疾病喪生，曾經繁盛的歐洲變得殘破，對殖民地的控制力亦隨之下降，各國忙於收拾經濟蕭條、社會紊亂的殘局，東歐因奧匈帝國解體和德國投降，各新獨立國家在戰後幾年間因領土爭執而相互攻打；而協約國的處理失當與不安定的國際政治很快導致第二次世界大戰的爆發。

## 第二次世界大戰
第二次世界大戰發生在亞洲和歐洲，雖然早在1937年日本便與中國爆發了中日戰爭，不過大多數人仍把第二次世界大戰的爆發定為1939年9月1日德國入侵波蘭開始，自1939年末期到1941年初期為止，發動一連串戰爭並藉由條約的簽署使得德國和義大利幾乎佔領了歐洲絕大部分的地區，包括法國、比利時、荷蘭、丹麥、挪威、南斯拉夫、希臘，只有匈牙利、羅馬尼亞和保加利亞為德意日軸心國盟友。而名義上保持中立的蘇聯在和德國簽訂《德蘇互不侵犯條約》後，也陸續佔領或者吞併了其在歐洲邊界的波羅的海三小國，又佔領了芬蘭和羅馬尼亞的邊界领土。1941年6月歐洲的軸心國集團聯合芬蘭決定聯合入侵蘇聯領土，這次攻勢亦引致人類歷史上規模最大的地面战争-蘇德戰爭爆發。
1941年12月，同為軸心國的日本為了能夠在亞洲及太平洋地區獲得領導地位，趁西方國家忙於應付德國、意大利，陸續襲擊位在太平洋的英國、法國、荷蘭和美國等統轄地區，而座落於中南半島的泰國亦被逼加入日本一方，日本很快地於西太平洋和東亞戰區獲得了主導權。1942年時日本開始在一系列的海戰中戰敗，位於歐洲的意大利於北非戰場以及德國在史達林格勒戰役中節節敗退，這些都迫使軸心國停下進攻的腳步。1943年時義大利在西西里島戰役中面對同盟國部隊嚴重失利，另一方面德軍在庫斯克會戰戰敗後失去對東線的領導地位，同時美軍也在太平洋戰區中獲得了一連串的勝利，1943年9月義大利投降，自此軸心國集團逐漸失去主導權並開始嘗試將佈署於各地的前線部隊進行戰略性的撤退。
1944年時盟軍執行大君主行動並在6月開始諾曼第登陸，在歐洲向德軍展開反攻，而蘇軍除了成功收復過去被佔領的領土外，也開始轉往進攻德國與其同盟的國家；蘇联在8月底的攻勢使羅馬尼亞被红軍佔領、9月8日保加利亞被紅軍佔領、10月因匈牙利政府秘密和盟軍停戰，使德国出兵佔領了匈牙利，強行將匈牙利留下在自己陣營。1945年2月布達佩斯圍城战后，此時德軍在東西南線的兵力已經全線崩潰。其後德國本土維也納、慕尼黑、科隆等地逐漸被盟軍及蘇聯攻佔，而意大利戰場的盟軍則開始準備推進入德國南部並導致了前意大利首相墨索里尼在逃亡途中被游擊隊俘虜並槍決，在5月蘇軍攻入柏林後，第二次世界大戰歐洲戰區最終在1945年5月8日德國無條件投降的情況下宣告結束。德國的戰败和元首希特勒自殺使剩下的日本已確信軸心國無法取勝並開始著手和盟軍談判但強硬的軍部反對，另一方面美國在1944年和1945年成功擊敗了日本海軍部隊並陸續佔領了數個重要的西太平洋島嶼，這使得日本列島面臨隨時被美軍入侵的危機。最後在美軍分別於廣島市和長崎市投下原子彈而造成大量日本平民死亡後，1945年8月15日日本跟進宣佈無條件投降，而隨著亞洲戰事的停息也意味著第二次世界大戰正式結束。

## 命名起源
「世界大戰」這個專有名詞據推測在20世紀初、第一次世界戰爭爆發前形成，可能是德語單字「Weltkrieg」的直譯。早在1904年德國作家奧古斯特威廉奧托尼曼反英小說《世界大戰：德國的夢》（Der Weltkrieg: Deutsche Träume），以英文出版作「即將來臨對英格蘭的征服」。《牛津英語詞典》引用在英語第一個已知的使用為1909年4月在《威斯敏斯特公報》的頁面。
德國、奧匈帝國和義大利與法國、俄羅斯和英國做成系統複雜的對抗聯盟雙方，爆發戰爭時容易導致全球發生衝突。涉及大型海外統治的勢力幾乎保證了衝突是全球性的，因為殖民地資源會是一個重要的戰略因素。同樣的戰略考慮，也確保了戰鬥人員會打擊對方的殖民地，進而戰鬥的蔓延比前殖民地時代更為廣泛。
|                                                                        | 毫無疑問為人擔心的「歐洲戰爭」的過程和特點……將成為第一次世界大戰，並完整表現其字面的意思。 |
| ——德國生物學與哲學家恩斯特·海克爾，《印第安纳波利斯星报》1914年9月20日 |                                                                                            |

其他語言亦有使用「世界大戰」這個術語，例如英語、法語、俄語、西班牙語。

## 特性

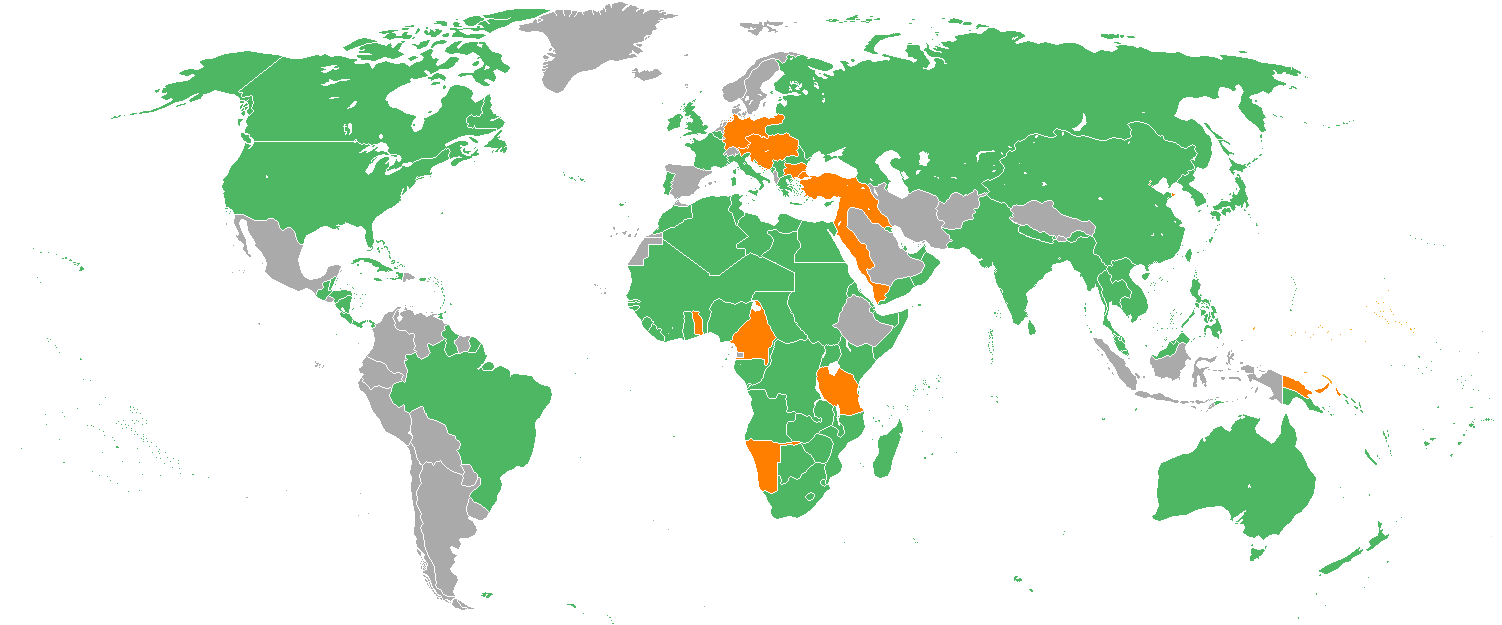
第一次世界大戰參戰國的世界地圖，其中綠色為协约国，橙色為同盟国，灰色為中立國。
（請注意某些色塊實為該國殖民地，如德屬中非；可能為被母國所強迫、被動參戰。）

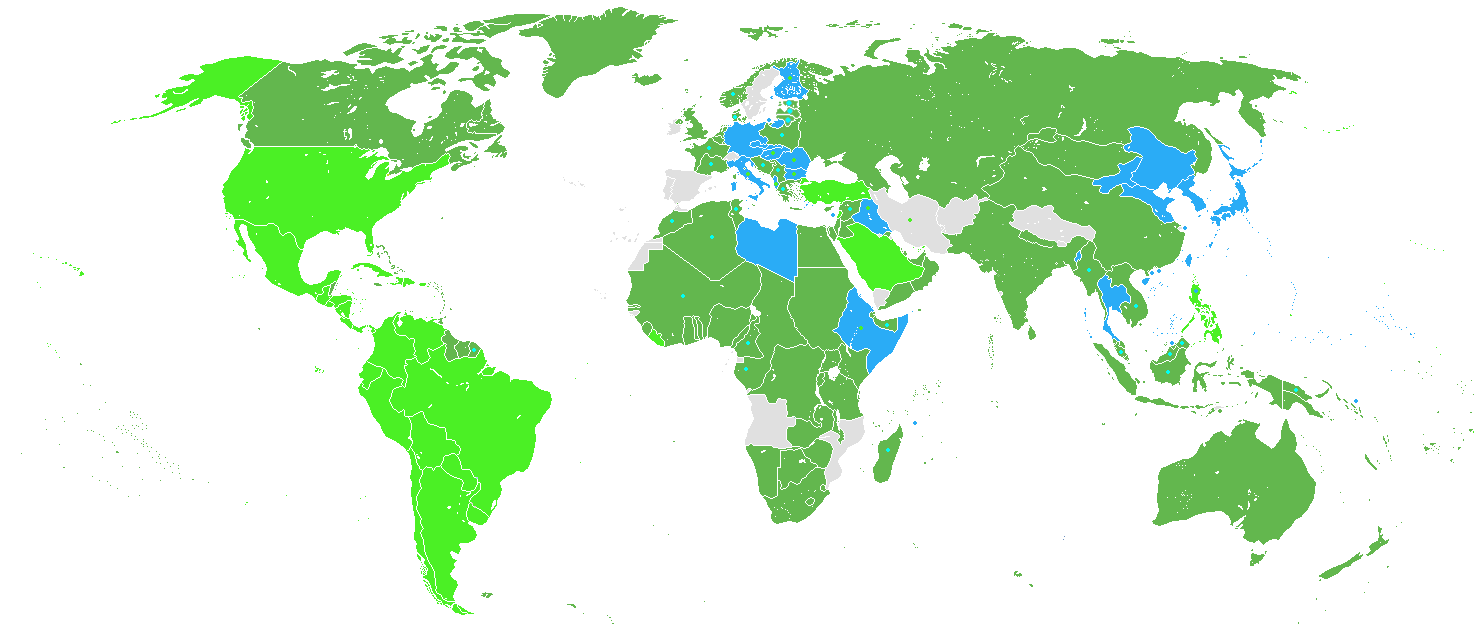
第二次世界大戰參戰國的世界地圖，其中綠色為同盟國，而淺綠色為珍珠港事件後加入的同盟國，藍色為軸心國，灰色為中立國。
（請注意某些色塊實為該國殖民地，如法屬印度支那及義屬東非；可能為被母國所強迫、被動參戰)

二次大戰均發生在所有有人居住的大洲。很多第一次世界大戰的參戰國亦有參與第二次世界大戰，但不一定在同一方，例如羅馬尼亞在一戰為戰勝國一方但二戰為戰敗國一方、義大利和日本兩次戰爭都在同一陣營（協約國和軸心國）。
工業化設施，諸如電報和無線電的快速通訊以及輪船和鐵路等的快速運輸容許了世界大戰的發生，在全球廣泛領域範圍內得以迅速協調軍事行動以及運送大批軍隊。
人口的迅速膨脹也為大型戰爭的發動提供了人力的保障。

## 两次世界大戰的影響
第二次世界大戰在整個戰區的衝突在20世紀造成前所未有的傷亡和破壞。在戰爭中死亡人數估計為8,000萬至1億2,000萬人。
| 受影響的國家 | 第一次世界大戰 | 第二次世界大戰  |
| ------------ | -------------- | --------------- |
| 死亡         | 2,000萬人      | 7,200萬－1億人  |
| 損傷         | 2,000萬人      | 3,500萬人       |
| 徵兵         | 7,000萬人      | 1億1,000萬人    |
| 戰地大小     | 400萬平方公里  | 2,200萬平方公里 |

世界大戰深刻地影響了世界歷史的過程，舊歐洲帝國滅亡或分裂或重創，直接原因是戰爭驚人的花費，或在某些情況敗於列強之下，戰爭減弱甚至隔斷了主要殖民國家和殖民地的聯繫，使得殖民地運作處於半自治狀態，不受母國控制後紛紛獨立成國家，世界政治格局發生了巨大變化，第三世界國家形成。現代國際安全、經濟和外交系統在戰爭之後建立。北約、聯合國和歐洲聯盟等機構建立以共同處理國際事務，旨在明確防止再次爆發全面戰爭。戰爭也極大地改變了日常生活。在戰時開發的技術在和平時期也有深遠的影響，例如飛機、青霉素、核能和電腦。
自二戰期間的廣島市原子彈爆炸和長崎市原子彈爆炸，人們廣泛和長期地對持有核軍備的超級大國間可能發生的第三次世界大戰存在恐懼。事實上這並未有發生是基於核戰爭的破壞性和不能基本上取勝的性質，而最終的結果只會崩潰文明，甚至世界末日。
當被問及第三次世界大戰將使用甚麼的武器，物理學家愛因斯坦回答（明顯地參照核武器的出現）：
|                    | 我不知道第三次世界大戰會用什麼武器打仗，但第四次世界大戰只會用木棍與石頭。 |
| ——物理學家愛因斯坦 |                                                                            |

## 其後的世界大戰
在第二次世界大戰結束後不久，人們認為以美國為首的資本主義國家和以蘇聯為首的共產及社會主義國家極有可能發生全球性戰爭，甚至是核子戰爭，一旦發生即將成為人類史上最慘烈的戰爭。但是美蘇的戰爭最後僅演變成小國的武裝衝突，包括朝鮮戰爭、越南戰爭、國共內戰／台海衝突，戰火並未觸及美國蘇聯兩國本土。另外中蘇衝突也有機會演變成核子戰爭，但中國以聯美抗蘇的策略，使得戰爭直到蘇聯解體都沒有發生。隨着2001年九一一襲擊事件的產生，很多人開始認爲第三次世界大戰將會是與恐怖主義——沒有固定國界及打擊對象的反恐戰爭。目前中美關係、美俄關係持續緊張，有分析認為第二次冷戰已經發生，大大增加了第三次世界大戰爆發的風險。

## 其他全球冲突
许多前政府官员、政治家、作家和军事领袖（其中包括美国、法国和墨西哥曾经的政府官员、政治家、作家和军事领袖），例如小罗伯特·詹姆斯·伍尔西、亚历山大·德·马朗什、埃利奥特·阿舍·科恩和副司令马科斯都会使用“第三次世界大战”和“第四次世界大战”来称呼各种战争，例如冷战和反恐战争。但他们的努力并未使得其中的任何战争被普遍认为是一次世界大战。

## 外部連結
- . 对哲學家布希亞的訪問. 2004年1月  [2009-07-28]. （原始内容存档于2007-06-22） （英语）.